# Mohammed Fellah
Mohammed Fellah (ur. 24 maja 1989 w Oslo) − norweski piłkarz grający na pozycji pomocnika w duńskim klubie Odense BK, do którego jest wypożyczony z FC Nordsjælland.

## Kariera klubowa
Rodzice Fellaha pochodzą z marokańskiego miasta Al-Husajma. Karierę zaczynał w klubie Holmlia SK. W 2004 roku, mając 15 lat trafił zaś do Vålerenga Fotball. Po zakończeniu sezonu 2013 norweskiej ekstraklasy przeniósł się do duńskiego klubu Esbjerg fB. W 2016 trafił do FC Nordsjælland.

## Kariera reprezentacyjna
Fellah przez wiele lat występował w juniorskich reprezentacjach Norwegii, łącznie zaliczając w nich (bez spotkań kadry do lat 23) 36 meczów i zdobywając 9 bramek. W seniorskiej reprezentacji Norwegii zadebiutował w styczniu 2013 roku. Dotychczas rozegrał w kadrze 2 mecze (stan na 2 kwietnia 2013).
| Mecze i gole w reprezentacji | Mecze i gole w reprezentacji | Mecze i gole w reprezentacji | Mecze i gole w reprezentacji | Mecze i gole w reprezentacji | Mecze i gole w reprezentacji | Mecze i gole w reprezentacji |
| #                            | Data                         | Stadion                      | Rywal                        | Wynik                        | Gol                          | Rozgrywki                    |
| 2013                         | 2013                         | 2013                         | 2013                         | 2013                         | 2013                         | 2013                         |
| ---------------------------- | ---------------------------- | ---------------------------- | ---------------------------- | ---------------------------- | ---------------------------- | ---------------------------- |
| 1.                           | 08.01.2013                   | Kapsztad, RPA                | Południowa Afryka            | 1:0                          | 0                            | towarzyski                   |
| 2.                           | 12.01.2013                   | Ndola, Zambia                | Zambia                       | 0:0                          | 0                            | towarzyski                   |

## Sukcesy
- Puchar Norwegii: 2008